# Bilal Kasami

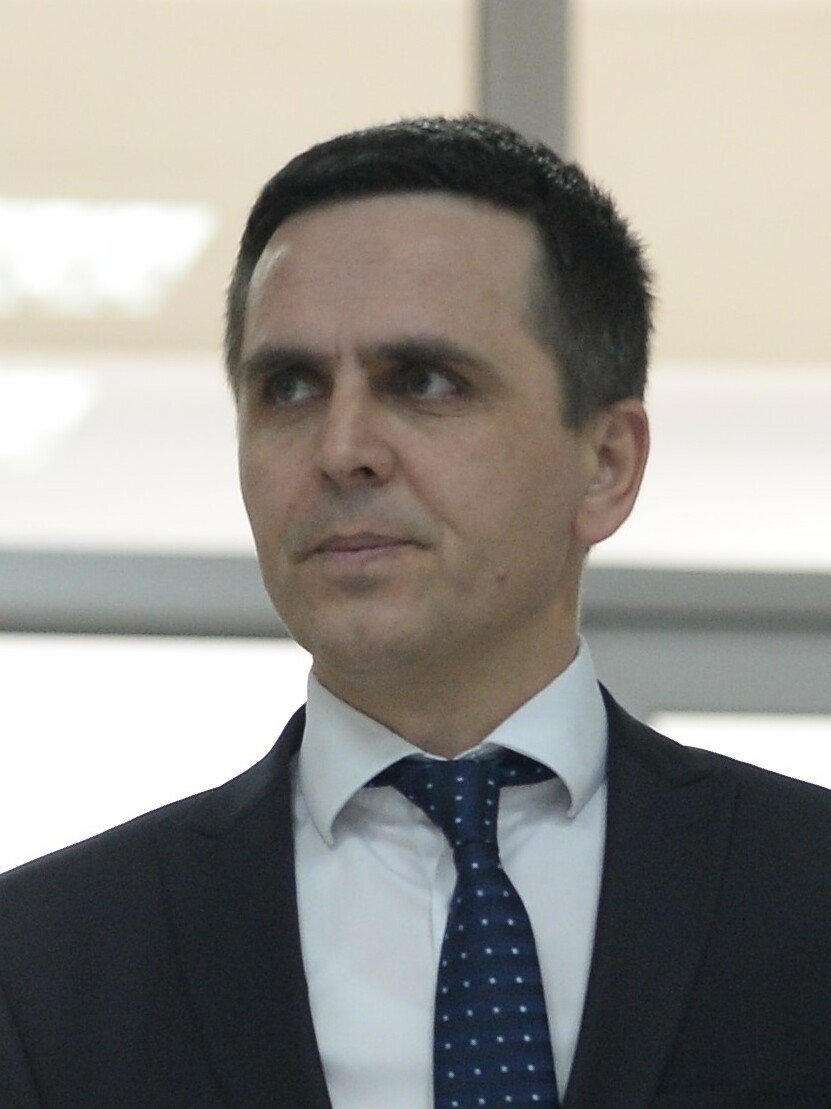
Bilal Kasami, 2018

Bilal Kasami, auch Bilall (* 31. Juli 1975 in Tetovo, SFR Jugoslawien) ist ein Politiker, der der albanischen Minderheit in Nordmazedonien angehört. Der Vorsitzende der Besa-Bewegung ist seit dem 1. November 2021 neugewählter Bürgermeister der Stadt Tetovo. Kasami ist Absolvent und Doktor der Fakultät für Wirtschaftswissenschaften der Universität Skopje.